# Cupra
|  | Aquest article fa referència al fabricant. Per al seu equip de competició vegeu Cupra Racing |

Cupra, estilitzat com a CUPRA, la raó social del qual és SEAT Cupra SA, és una marca d'automòbils de gamma esportiva amb seu a Martorell propietat de SEAT, empresa que forma part del Grup Volkswagen.
La nova marca fou presentada oficialment el 22 de febrer de 2018 al circuit de Terramar a Sant Pere de Ribes, al Garraf, en un acte especial per a la premsa, on es va presentar el seu primer model i els plans de la seva futura gamma. Té la seu a les instal·lacions de Martorell, al Baix Llobregat, i compta amb una xarxa de punts de venda especialitzats arreu del món. Fins ara, ha llançat quatre models al mercat: el Cupra Ateca, el Cupra León, el Cupra Born, el seu primer model 100% elèctric, i el Cupra Formentor, el primer model dissenyat i desenvolupat íntegrament per la marca.

## Models
- Cupra Born, model del segment C.
- Cupra León, model del segment C.
- Cupra León Sportstourer, model del segment C de carrosseria familiar.
- Cupra Ateca, model del segment C de carrosseria tot camí.
- Cupra Formentor, model del segment C de carrosseria tot camí produït a la planta de Martorell.
- Cupra Tavascan, model del segment C de carrosseria tot camí.
- Cupra Terramar, model del segment C de carrosseria tot camí.
- Cupra Raval, es preveu produir a la planta de Martorell.